# فرهنگ جهانگیری
فرهنگ جهانگیری واژه‌نامه‌ای فارسی است. جمال‌الدین حسین بن فخرالدین حسن اینجوی شیرازی، ملقب به عضدالدوله، در سال ۱۰۰۵ ق. فرهنگی به نام اکبر شاه شروع و در سال ۱۰۱۷ آن را به اتمام رسانید. سپس به تجدید نظر آن پرداخت؛ و در سال ۱۰۳۲ نسخه مجددی از آن را به پادشاه هند، جهانگیر، فرزند اکبر عرضه داشت. این مجموعه لغت به فرهنگ جهانگیری شهرت دارد. این کتاب که صرفاً محتوی لغاتی است که عادتاً آنها را فارسی می‌شناسیم، برای هر لغت شواهد شعری آورده است، از بهترین و دقیق‌ترین فرهنگ‌های زبان فارسی است.